# Гуцульщина (национальный парк)
«Гуцульщина» (укр. «Гуцульщина») — национальный парк, расположенный на территории Косовского района Ивано-Франковской области (Украина).
Создан 14 мая 2002 года. Площадь — 32 271 га.

## История
Природный парк был создан 14 мая 2002 года согласно указу Президента Украины Леонида Кучмы № 456 с целью сохранения, возобновления и рационального использования природных комплексов и этнокультурной среды Покутско-Буковинских Карпат, имеющих важное значение.

## Описание
Парк «Гуцульщина» включает 4 отдельных участка, расположенных между селом Рунгуры (на севере) и городом Косов (на юге): три из которых разделены правыми притоками реки Прут Лючка и Пистынка, а четвёртый расположен западнее трёх предыдущих и отделён от них группой сельских поселений.
7 606,0 га земель переданы парку в постоянное пользование и 24 665 га включены в состав без изъятия у землепользователей.
На территории парка расположено множество баз отдыха, курортов и санаториев. Наиболее популярные:  туристический комплекс «Карпатські зорі» в Косове и туристическая база «Сріблясті водоспади» в Шешорах. Также есть множество туристических маршрутов, экологических троп, горнолыжные трассы (возле Косова и Шешор)

## Природа
Доминирующим типом растительности являются лесные формации, которые в горах занимают 60% и в предгорьях — 24% территории. В структуре древостоя 58% — твердолиственные, 4% — мелколиственные и 34% — хвойные породы. Основные породы: бук, ель, дуб, пихта, граб, на заболоченных участках и речных долинах — ольха клейкая и ольха серая.
На территории парка обитают около 950 видов высших сосудистых растений, из которых 61 вид занесён в Красную книгу Украины.